# Amarillo
Amarillo é uma cidade localizada no estado americano do Texas, nos condados de Potter (do qual é sede) e Randall. Situa-se no panhandle do Texas. Foi fundada em 1887 e incorporada em 1892.
Originalmente chamada Oneida, é situada na região do Llano Estacado. A disponibilidade de rodovias e serviço de cargas contribui para o crescimento da cidade como centro comercial de gado no final do século XIX.
Amarillo se auto-proclama a "Capital Mundial do Hélio" por ter um dos solos mais ricos em hélio dos Estados Unidos. A cidade também é conhecida como "Rosa Amarela do Texas" e recentemente " Cidade Rotor dos EUA" pela sua fábrica de aeronaves híbridas V-22 Osprey. Amarillo tem uma das maiores áreas produtoras de carne dos Estados Unidos.

## Geografia
De acordo com o United States Census Bureau, a cidade tem uma área de 269 km², dos quais 265 km² estão cobertos por terra e 4 km² por água.

## Demografia
Segundo o censo nacional de 2010, a sua população é de 190 695 habitantes e sua densidade populacional é de 709 hab/km².

## Infraestrutura

### Transporte aéreo
O Aeroporto Internacional de Amarillo Rick Husband é um aeroporto público localizado à 16 km ao leste Distrito Central de Neģócios de Amarillo, norte da Interestadual 40. A parte da antiga Base Aérea de Amarillo foi convertida para o uso civil e virou parte do aeroporto. O aeroporto foi nomeado após o astronauta Rick Husband, um nativo de Amarillo e comandante do último voo da Space Shuttle Columbia, STS-107, o qual desintegrou na reentrada, matando Husband e seus colegas. O aeroporto é servido por vários voos diretos para Dallas, Houston, Denver, e Las Vegas.
o Aeroporto de Tradewind é um aeroporto de uso público para aviaçao geral localizado no condado de Randall, 5.6 km ao sul do centro de Amarillo  O aeroporto cobre 241 hectares e tem duas pistas asfaltadas e um heliporto
o Aeroporto de Buffalo é um aeroporto de uso público para aviação geral localizado no condado de Randall, 17 km ao sul do centro de Amarillo. O aeroporto cobre 16 hectares e tem 2 pistas de grama.

## Marcos históricos
A relação a seguir lista as 45 entradas do Registro Nacional de Lugares Históricos em Amarillo. O primeiro marco foi designado em 31 de dezembro de 1974 e o mais recente em 14 de janeiro de 2021.
- Alice Ghormley Curtis House
- Amarillo Building
- Amarillo College Administration Building and Gymnasium
- Amarillo Globe Dream House
- Amarillo US Post Office and Courthouse
- American National Bank of Amarillo and SPS Tower
- Atchison, Topeka and Santa Fe Railway Company Depot and Locomotive No. 5000
- Bivins House
- Chavez City Ruins (41OL253)
- Chavez Suburbs East and West (41OL254)
- Central Presbyterian Church
- Douglas DC-3 Airplane, N34
- First Baptist Church
- Fisk Medical Arts Building
- Green No. 5 (41OL257)
- Griffin Site (41OL246)
- Henry B. and Ellen M. Sanborn House
- Jons-Gilvin House
- Kouns-Jackson House
- Landergin-Harrington House
- Levine's Department Store
- Llano Cemetery Historic District
- Louis H. Smith Inc. Firestone Store
- Mansfield I (41OL50)
- Maston I (41OL256)
- Maston No. 52 (41OL235)
- McBride Ranch House
- McMillen Apartments
- Miguel Tafoya Place(41HT17)
- Miles and Myda Bivins House
- Northwest Texas Hospital School of Nursing
- Oliver-Eakle-Barfield Building
- Plemons-Mrs. M. D. Oliver-Eakle Additions Historic District
- Polk Street Methodist Church
- Potter County Courthouse and Library
- Proctor Pen I(41HT13)
- Ranchotel
- Santa Fe Building
- Shelton-Houghton House
- St. Anthony’s Hospital
- Stone Corrals No. 1-6 (41OL250)
- Triangle Motel
- US Route 66-Sixth Street Historic District
- Vineyard Manor
- Wolflin Historic District